# Big Timber
Big Timber er en amerikansk stumfilm fra 1917 af William Desmond Taylor.

## Medvirkende
- Kathlyn Williams som Stella Benton.
- Wallace Reid som Jack Fife.
- Joe King som Walter Monahan.
- Alfred Paget som Charlie Benton.
- Helen Bray som Linda Abbey.